# Lovisa Maria Hjelm
Lovisa Maria Hjelm, född 11 november 1754 i Karlskrona, död 27 juli 1850 i Lund, var en svensk skolledare. Hon uppförde Flensburgska gården i Karlskrona. 
Hon var dotter till amiralitetskamreren Johan Peter Hjelm och Helena Margareta Myrtin. År 1771 gifte hon sig med amiralitetspastorn Elias Billberg (död 1783) och 1791 med amiralitetskamreren Carl Johan Schlyter (död 1805). Efter branden i Karlskrona 1790 lät hon uppföra Flensburgska gården. Hon drev mellan 1805 och 1818 en flickpension, den kanske första i Karlskrona. Efter sin mors död 1818 flyttade hon till sin äldsta dotter, Helena Faxe, som var biskopinna i Lund. Sonen Carl Johan Schlyter blev juridikprofessor.